# Vittorio Casarin
Vittorio Casarin (Santa Giustina in Colle, 17 settembre 1950) è un politico italiano, è stato presidente della provincia di Padova.
Laureato in chimica pura, è stato ricercatore presso l'Istituto di analitica dell'Università di Padova e docente di istituti superiori della provincia di Padova.
È stato consigliere, assessore e sindaco del comune di Santa Giustina in Colle (1975-1995); ha poi assunto la carica di presidente del Consorzio "Sinistra Medio Brenta".
Dopo l'adesione a Forza Italia, in occasione delle elezioni regionali in Veneto del 1995 è stato eletto consigliere; all'esito delle elezioni amministrative del 1999 è divenuto presidente della provincia di Padova in rappresentanza di una coalizione di centrodestra, venendo riconfermato alle successive amministrativee del 2004.
È stato sostenuto, in Consiglio provinciale, da una maggioranza costituita da:
- Forza Italia
- UDC
- Alleanza Nazionale
- Lega Nord

Il mandato amministrativo è scaduto nel 2009.